# 쿠바노랑박쥐
쿠바노랑박쥐(Lasiurus insularis)는 애기박쥐과에 속하는 박쥐의 일종이다. 이전에는 북부노랑박쥐의 아종으로 간주했으며, 북부노랑박쥐와 유사한 생태학적, 생물학적 특성을 갖고 있다. 쿠바의 토착종으로 특히, 시엔푸에고스의 라스 빌라스 지방에서 발견되며, 개체수가 감소가 진행되고 있고 비교적 작은 지리적 분포때문에 국제 자연 보전 연맹의 IUCN 적색 목록에 멸종취약종으로 분류되고 있다.

## 같이 보기
- 북부노랑박쥐